# الإمبراطور كوريه
الإمبراطور كوريه (باليابانية: 孝霊天皇 كوريه تينو) هو سابع أباطرة اليابان في قائمة أباطرة اليابان. لا يوجد أي تواريخ محددة عن فترة حياته أو حكمه.

## اقرأ أيضا
- إمبراطور اليابان
- قائمة أباطرة اليابان